# Село (Чабар)
Село (хрв. Selo) је насељено место у саставу града Чабар, Приморско-горанска жупанија, Република Хрватска.

## Историја
До територијалне реорганизације у Хрватској било је у саставу старе општине Чабар.

## Становништво
У попису становништва из 2011. године, Село је имало 41 становника.
| Број становника према пописима | Број становника према пописима | Број становника према пописима | Број становника према пописима | Број становника према пописима | Број становника према пописима | Број становника према пописима | Број становника према пописима | Број становника према пописима | Број становника према пописима | Број становника према пописима | Број становника према пописима | Број становника према пописима | Број становника према пописима | Број становника према пописима | Број становника према пописима |
| ------------------------------ | ------------------------------ | ------------------------------ | ------------------------------ | ------------------------------ | ------------------------------ | ------------------------------ | ------------------------------ | ------------------------------ | ------------------------------ | ------------------------------ | ------------------------------ | ------------------------------ | ------------------------------ | ------------------------------ | ------------------------------ |
| 1857                           | 1869                           | 1880                           | 1890                           | 1900                           | 1910                           | 1921                           | 1931                           | 1948                           | 1953                           | 1961                           | 1971                           | 1981                           | 1991                           | 2001                           | 2011                           |
| 98                             | 98                             | 100                            | 98                             | 118                            | 107                            | 99                             | 100                            | 75                             | 90                             | 103                            | 103                            | 94                             | 74                             | 54                             | 41                             |